# Efferia neoinflata
Efferia neoinflata är en tvåvingeart som beskrevs av Wilcox 1966. Efferia neoinflata ingår i släktet Efferia och familjen rovflugor.
Artens utbredningsområde är Kalifornien. Inga underarter finns listade i Catalogue of Life.